# Flamanville (Sekwana Nadmorska)
Flamanville – miejscowość i gmina we Francji, w regionie Normandia, w departamencie Sekwana Nadmorska.
Według danych na rok 1990 gminę zamieszkiwały 323 osoby, a gęstość zaludnienia wynosiła 72 osoby/km² (wśród 1421 gmin Górnej Normandii Flamanville plasuje się na 592. miejscu pod względem liczby ludności, natomiast pod względem powierzchni na miejscu 726.).